# Alan Woods
Alan Woods (Swansea, Gales; 23 de octubre de 1944) es un escritor marxista galés dirigente de la Internacional Comunista Revolucionaria. 
Nacido en una familia galesa de gran tradición comunista, a los 16 años de edad entró en política uniéndose a las Juventudes Socialistas del Partido Laborista. Firme partidario del marxismo, participó desde entonces en la corriente Militant, defensora de un programa socialista para el Partido Laborista.

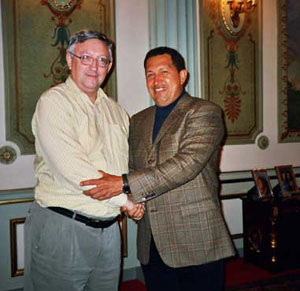
Alan Woods y Hugo Chávez reunidos en 2006.

Catedrático de filologías rusa y eslava por las universidades de Sussex (Reino Unido), Sofía (Bulgaria) y Estatal de Moscú (URSS). Participó en la lucha contra la dictadura franquista en España durante los años 70, y en el desarrollo de una corriente marxista en el seno del movimiento obrero hasta finales de los años 1980.
En 1992, como consecuencia de la escisión en la tendencia Militant y en su corriente internacional, el Comité por una Internacional Obrera (CWI/CIO), fue expulsado de la organización junto a Ted Grant, su fundador. La minoría, partidaria de continuar el trabajo de formar una corriente marxista en el seno de los partidos y sindicatos de la clase obrera, formó la Corriente Marxista Internacional (CMI) y en Gran Bretaña Socialist Appeal, de cuya publicación del mismo nombre Alan Woods es editor. También es el editor político de la página web Marxist.com que ha conseguido un seguimiento notable en todo el mundo.
Ha ofrecido infinitud de conferencias, participado en foros internacionales de debate de la izquierda, y publicado numerosos artículos y libros, algunos en colaboración con Ted Grant, entre los cuales, publicados en castellano, cabe citar los siguientes:
- Lenin y Trotsky, qué defendieron realmente (1969)
- Razón y Revolución: filosofía marxista y ciencia moderna (1995)
- Bolchevismo: el camino a la revolución (1999)
- El marxismo y la cuestión nacional (2000)
- La revolución bolivariana, un análisis marxista (2005)

Su último libro, Reformismo o Revolución, Marxismo y socialismo del siglo XXI, (2008), (edit. Fundación Federico Engels, Madrid), es una detallada respuesta a las tesis de Heinz Dieterich, autor éste de cierta ascendencia en algunos ámbitos intelectuales latinoamericanos.
Actualmente es el máximo dirigente de la CMI y editor de su página web In Defence of Marxism. Sus escritos actuales sobre la revolución en Venezuela y las tareas a llevar a cabo por los revolucionarios de todo el mundo son seguidos con entusiasmo por los miembros de la CMI en todo el mundo. 
A nivel político ha tenido reuniones con Hugo Chávez en varias ocasiones y defiende la idea de que la Revolución Bolivariana es el germen de la Revolución Mundial, aunque también viaja y apoya otros procesos revolucionarios como en Pakistán, Bolivia o Cuba.